# 2,5-Dimethoxyanilin
2,5-Dimethoxyanilin ist eine chemische Verbindung aus der Gruppe der Anisidine.

## Gewinnung und Darstellung
2,5-Dimethoxyanilin kann durch Reduktion von 2,5-Dimethoxynitrobenzol mit Zinn und Salzsäure gewonnen werden.
Die Verbindung entsteht auch in geringer Ausbeute bei der Reaktion von 2-Brom-1,4-dimethoxybenzol mit Diethylmalonat und Kaliumamid.

## Eigenschaften
2,5-Dimethoxyanilin ist ein brennbarer, schwer entzündbarer, lichtempfindlicher, brauner bis dunkelgrauer, geruchloser Feststoff, der schwer löslich in Wasser ist.

## Verwendung
2,5-Dimethoxyanilin wird als Zwischenprodukt zur Herstellung anderer chemischer Verbindungen verwendet.